# Ryjówek etruski
Ryjówek etruski, ryjówka etruska (Suncus etruscus) – gatunek owadożernego ssaka z rodziny ryjówkowatych.

## Nazewnictwo
W polskiej literaturze zoologicznej gatunek ten oznaczany był nazwą „ryjówka etruska”. W wydanej w 2015 roku przez Muzeum i Instytut Zoologii Polskiej Akademii Nauk publikacji „Polskie nazewnictwo ssaków świata” nazwę „ryjówka” zarezerwowano dla rodzaju Sorex. Dlatego też gatunkowi S. etruscus nadano nową nazwę „ryjówek etruski”.

## Występowanie
Występuje w Południowej Europie, południowej Azji i północnej Afryce.

## Wygląd
Małe, ruchliwe zwierzę z długim, wąskim i gładkim ryjkiem. Długość głowy i tułowia od 35 do 48 mm, ogona od 24 do 29 mm. Masa ciała 1,3-2 g. Jest najmniejszym ze znanych żyjących obecnie ssaków. Długi ogon jest pokryty pojedynczymi dłuższymi szczeciniastymi włoskami. Zęby są białe. Barwa ciała ciemna.

## Środowisko
Gęsto porośnięte wilgotne tereny, lasy, ogrody, uprawy, często nad brzegami strumieni.

## Tryb życia
Tryb życia głównie nocny z niewielkimi wyjątkami. Jest samotnikiem. Dobrze się wspina. W okresach zimna lub w razie niedoborów pokarmu zapada w głęboki letarg na wiele godzin. Temperatura ciała wtedy spada i w ten sposób zmniejsza ono zapotrzebowanie na energię i mniej je.

## Rozród
2 mioty w roku. Żyje do 1,5 roku. Ciąża trwa 2-6 tygodni, samica rodzi 5-10 młodych, nagich i ślepych, które po 20 dniach ssania stają się samodzielne.

## Pożywienie
Ryjówki etruskie żywią się głównie owadami.